# Нарваэс, Джонатан
Джонатан Мануэль Нарваэс Прадо (исп. Jhonatan Manuel Narváez Prado; род. 4 марта 1997 Эквадор) — эквадорский профессиональный шоссейный велогонщик.

## Карьера
В 2018 году выступал за команду мирового тура «Deceuninck-Quick Step». С 2019 года является гонщиком команды Ineos Grenadiers.

## Достижения
2014
2-й - Чемпионат Панамерики по шоссейному велоспорту (юниоры) - Групповая гонка
2015
Чемпионат Панамерики по шоссейному велоспорту (юниоры)
2-й  - Групповая гонка
3-й  - Индивидуальная гонка
Чемпионат Панамерики по трековому велоспорту (юниоры)
1-й  - Индивидуальная гонка преследования
1-й  - Гонка по очкам
2016
1-й -  Чемпион Эквадора — Индивидуальная гонка U23
2-й  - Чемпионат Панамерики по шоссейному велоспорту - Индивидуальная гонка U23
5-й - Tour de Savoie Mont Blanc — Генеральная классификация
1-й  — Горная классификация
2017
1-й -  Чемпион Эквадора — Групповая гонка
1-й  Circuit des Ardennes - Генеральная классификация
1-й  - Молодёжная классификация
1-й  Классика Колорадо - Молодёжная классификация
6-й - Тур Гила — Генеральная классификация
1-й  - Молодёжная классификация
1-й - Этап 5
2018
10-й - Колумбия Оро и Пас — Генеральная классификация